# ナットのスペースアドベンチャー3D
『ナットのスペースアドベンチャー 3D』（原題：Fly Me To The Moon）は、2008年に公開されたベルギーの3DCGアニメ。
日本では今のところ映像ソフト化されていないが、アメリカ等ではBlu-rayとDVDが発売されている。

## あらすじ
1969年、フロリダ州ケープカナベラル
ハエの子供、ナットはいつかおじいちゃんのエイモスのように冒険にでることを夢見ていた。
そこで、ある日ナットは親友のIQ、スクーターにアポロ11号に乗り込み、人間たちと一緒に
月に行く計画を打ち明ける。

## キャスト
括弧内は日本語吹き替えキャスト
- ナット：トレヴァー・ガニョン（堀北真希）
- IQ(アイキュー)：フィリップ・ダニエル・ボールデン（三瓶由布子）
- スクーター：デビット・ゴア（斉藤貴美子）
- エイモス・マクフライ：クリストファー・ロイド（坂口芳貞）
- ナディア：ニコレット・シェリダン（沢海陽子）
- ナットのママ：ケーリー・リーパ（有坂来瞳）
- IQのママ：ミミ・メイナード
- スクーターのママ：エイドリアン・バーボー
- ニール・アームストロング：J. P. マヌー（木下浩之）
- バズ・オルドリン：本人
- イゴール：ティム・カリー（石塚運昇）
- ププチェフ：エド・ベグリー・ジュニア（島香裕）
- レオニード：スティーブ・クレイマー（上田燿司）

## スタッフ
- 製作総指揮：エリック・ディレンズ、ドミニク・パリス(Illuminata Pictures)
- 監督：ベン・スタッセン
- 原作、脚本：ドミニク・パリス
- 製作：ドミニク・パリス、ベン・スタッセン、ナディア・カムリチ、キャロライン・ヴァン・アイズゲム、シャーロット・ハギンズ
- 撮影：ダン・ムスカレラ
- 音楽：フィリップ・ヴァン・リア
- 協力：JAXA
- 配給：ティ・ジョイ、さらい

## 日本語製作スタッフ
- 演出：百瀬慶一
- リレーコーディング・ミキサー：佐藤忠治、C.A.S.
- 録音スタジオ：ミディアルタ エンタテインメントワークス、富ヶ谷スタジオ
- 製作担当：里晃子
- 日本語キャスティング：山際新平、栗山正志
- 翻訳：藤本美香